# Tank (película)
Tank (El tanque en España y El tanque de mi papá en Hispanoamérica) es una película estadounidense de 1984 dirigida por Marvin J. Chomsky y protagonizada por James Garner, Shirley Jones y C. Thomas Howell.

## Argumento
Billy es un buen muchacho. Su padre Zack es un sargento mayor retirado perteneciente al ejército de los Estados Unidos que posee un tanque Sherman de la Segunda Guerra Mundial que él mismo ha restaurado y conservado en perfecto estado.
Un día Billy es injustamente encarcelado por el Sheriff Buelton, responsable de la policía de una pequeña localidad del estado de Georgia. Se le acusa de un cargo de drogas, y eso es falso. Por ello su padre va ahora a sacarlo de prisión. Antes de llegar a su destino, la cárcel, él encuentra a una muchacha menor de edad que afirma ejercer la prostitución a las órdenes del cacique del lugar, que resulta ser el Sheriff Buelton. De esa manera Zack ya tiene algo para parar los pies a quien ha encerrado a Billy y sino siempre puede emplear su tanque.

## Reparto
| Actor            | Personaje        |
| ---------------- | ---------------- |
| James Garner     | Zack             |
| Shirley Jones    | LaDonna          |
| C. Thomas Howell | Billy            |
| Mark Herrier     | Elliott          |
| Sandy Ward       | General Hubik    |
| Jenilee Harrison | Sarah            |
| James Cromwell   | Ayudante Euclid  |
| Dorian Harewood  | Sargento Tippet  |
| G. D. Spradlin   | Sheriff Buelton  |
| John Hancock     | Sargento de Misa |

## Producción
El rodaje empezó el 12 de abril de 1983 y terminó a principios de junio de 1983. Se filmó en Fort Benning, Georgia, una base militar. donde no se rodó desde que se hizo Los boinas verdes (1968). Después se rodó el resto de la película en la pequeña ciudad de Griffin, Georgia. El rodaje en Fort Benning duró cinco semanas, mientras que el rodaje en Griffin duró tres semanas.
Como el Departamento de Defensa y el Ejército de los EE. UU. ofreció su plena cooperación al proyecto igual que la Comisión de Cine del Estado de Georgia, que pudo incluso cerrar para la película partes de una carretera importante durante una semana, la producción pudo conseguir grandes resultados postivos a pesar de su presupuesto pequeño, lo que permitió completar la película por menos de 6 millones de dólares.

## Recepción
Hoy en día la película ha sido valorada en portales cinematográficos y por críticos profesionales. En IMDb, con aprosimadamente 4700 votos registrados, el filme obtiene una media ponderada de 5,7 sobre 10. En cuanto a Rotten Tomatoes, los más de 5000 votos registrados en el portal dieron a la profucción cinematográfica una valoración media de 3,2 de 5, mientras que los 5 críticos profesionales registrados en el portal le dieron una valoración media de 4,8 ded 10. También cabe destacar, que en La Vanguardia el 56% de los usuarios registrados allí le dieron una valoración positiva.